# Viaje alucinante (novela)
Viaje alucinante es una novela de ciencia ficción escrita por Isaac Asimov en 1966.
Está basada en el guion de la película homónima estrenada el mismo año.

## Origen de la novela
Los escritores Otto Klement y Jerome Bixby son los autores originales del cuento Fantastic voyage, en el cual se basó el guionista Harry Kleiner para la realización de la película estadounidense del mismo nombre. El guion fue adaptado posteriormente por David Duncan.
La editorial Bantam Books obtuvo los derechos para una novelización del guion y se la encargó a Isaac Asimov. La novela estuvo lista y fue publicada seis meses antes del estreno de la película, lo que llevó al error de suponer que la película estaba basada en una novela de Asimov. 
Este error siempre molestó a Asimov, quien dijo en más de una oportunidad: "el libro procede de la película y no al revés, pero creo que nunca lo entenderán".
En 1987, Asimov escribió la novela Fantastic Voyage II: Destination Brain (Viaje Fantastico II: destino el cerebro), sobre un grupo de científicos que son reducidos a tamaño microscópico para internarse en el cerebro de un colega en estado comatoso. El argumento original propuesto a Asimov por la Agencia William Morris trataba acerca de un combate entre una nave soviética y una estadounidense dentro del torrente sanguíneo, seguida por una versión submicroscópica de la Tercera Guerra Mundial. Asimov se negó a escribir el libro en esos términos. Pero después de dos años de homéricas batallas legales y cambio de autores, Asimov publicó dicha obra con su propio argumento.

### Historia
En plena Guerra Fría un científico soviético, especialista en la miniaturización de objetos, deserta a los Estados Unidos. En la fuga es ayudado por un agente de la CIA, que no puede evitar un intento de asesinato en su contra, quedando el tránsfuga en estado de coma.
Se resuelve aplicar por primera vez la tecnología estadounidense de miniaturización para salvarle la vida.
Cuatro hombres: un agente de la CIA, un piloto, dos científicos y una mujer , asistente de cirugía, tripulando un submarino llamado Proteus, son reducidos al tamaño de una bacteria e inoculados en el sistema circulatorio del científico, con la misión de viajar hasta su cerebro, encontrar y destruir la trombosis que está por provocarle la muerte. Tienen solo una hora para realizar la operación, ya que el estado de miniaturización se revertirá al fin de  ese plazo, arriesgando ser detectados y atacados por el sistema inmunológico del paciente. La narración es una oportunidad de conocer algunos aspectos interesantes de la biología humana.
Después de realizar una travesía llena de peligros, descubren que hay un traidor entre ellos que sabotea la misión. Logran eliminarlo y cumplir con su misión, y faltando solo minutos para el plazo final, buscan llegar hasta el ojo por donde logran salir y regresar a su estado normal.